# كامبلسفيل
كامبلسفيل (بالإنجليزية: Campbellsville, Kentucky)‏ هي مدينة تقع في مقاطعة تايلور (كنتاكي) بولاية كنتاكي في وسط جنوب شرق الولايات المتحدة. تبلغ مساحة هذه المدينة 15.7 (كم²)، وترتفع عن سطح البحر 248 م، بلغ عدد سكانها 9108 نسمة في عام 2010 حسب إحصاء مكتب تعداد الولايات المتحدة وتصل الكثافة السكانية فيها 679.9 نسمة/كم2.

## التركيبة السكانية
حدّد مكتب تعداد الولايات المتحدة بيانات التركيبة السكانية لكامبلسفيل في تعداد الولايات المتحدة. في ما يلي، التركيبة السكانية حسب تعدادي 2000 و2010.

### تعداد عام 2000
بلغ عدد سكان كامبلسفيل 10,498 نسمة بحسب تعداد عام 2000، وبلغ عدد الأسر 4,432 أسرة وعدد العائلات 2,813 عائلة مقيمة في المدينة. في حين سجلت الكثافة السكانية 531.5 نسمة لكل كيلومتر مربع (1,376.6/ميل2). وبلغ عدد الوحدات السكنية 4,876 وحدة بمتوسط كثافة قدره 246.9 لكل كيلومتر مربع (639.5/ميل2).
وتوزع التركيب العرقي للمدينة بنسبة 89.11% من البيض و8.74% من الأمريكيين الأفارقة و0.14% من الأمريكيين الأصليين و0.30% من الأمريكيين ذوي الأصول الآسيوية و0.04% من سكان جزر المحيط الهادئ و0.61% من الأعراق الأخرى و1.06% من عرقين مختلطين أو أكثر و1.17% من الهسبانيون أو اللاتينيون من أي عرق.
بلغ عدد الأسر 4,432 أسرة كانت نسبة 30.4% منها لديها أطفال تحت سن الثامنة عشر تعيش معهم، وبلغت نسبة الأزواج القاطنين مع بعضهم البعض 44.5% من أصل المجموع الكلي للأسر، ونسبة 16% من الأسر كان لديها معيلات من الإناث دون وجود شريك، بينما كانت نسبة 3% من الأسر لديها معيلون من الذكور دون وجود شريكة وكانت نسبة 36.5% من غير العائلات. تألفت نسبة 33.4% من أصل جميع الأسر من عدة أفراد يعيشون في نفس المنزل ونسبة 16.5% كانت تتألف من شخص يعيش بمفرده يبلغ من العمر 65 عاماً أو أكثر. وبلغ متوسط حجم الأسرة المعيشية 2.22، أما متوسط حجم العائلات فبلغ 2.80.
بلغ العمر الوسطي للسكان 37.9 عاماً. وكانت نسبة 21.8% من القاطنين تحت سن الثامنة عشر، وكانت نسبة 9.1% بين الثامنة عشر والرابعة والعشرين عاماً، ونسبة 23.7% كانت واقعةً في الفئة العمرية ما بين الخامسة والعشرين والرابعة والأربعين عاماً، ونسبة 21.7% كانت ما بين الخامسة والأربعين والرابعة والستين، ونسبة 17.3% كانت ضمن فئة الخامسة والستين عاماً فما فوق. يوجد لكل 100 أنثى 82.9 ذكر، ويوجد لكل 100 أنثى في الثامنة عشر من عمرها فما فوق 77.0 ذكر.
بلغ متوسط دخل الأسرة في المدينة 22,922 دولارًا، أما متوسط دخل العائلة فبلغ 30,643 دولارًا. وكان متوسط دخل الذكور 26,672 دولارًا مقابل 19,736 دولارًا للإناث. وسجل دخل الفرد الخاص بالمدينة 15,996 دولارًا. وكانت نسبة 18.7% من العائلات ونسبة 21.6% من السكان تحت خط الفقر، وكان من هؤلاء نسبة 37.6% تحت سن الثامنة عشر ونسبة 17.5% في الخامسة والستين من العمر وما فوق.

### تعداد عام 2010
بلغ عدد سكان كامبلسفيل 9,108 نسمة بحسب تعداد عام 2010، وبلغ عدد الأسر 3,764 أسرة وعدد العائلات 2,160 عائلة مقيمة في المدينة. في حين سجلت الكثافة السكانية 461.2 نسمة لكل كيلومتر مربع (1,194.5/ميل2). وبلغ عدد الوحدات السكنية 4,114 وحدة بمتوسط كثافة قدره 208.3 لكل كيلومتر مربع (539.5/ميل2).
وتوزع التركيب العرقي للمدينة بنسبة 86.39% من البيض و9.52% من الأمريكيين الأفارقة و0.11% من الأمريكيين الأصليين و0.57% من الأمريكيين ذوي الأصول الآسيوية و0.08% من سكان جزر المحيط الهادئ و0.96% من الأعراق الأخرى و2.38% من عرقين مختلطين أو أكثر و2.09% من الهسبانيون أو اللاتينيون من أي عرق.
بلغ عدد الأسر 3,764 أسرة كانت نسبة 28.2% منها لديها أطفال تحت سن الثامنة عشر تعيش معهم، وبلغت نسبة الأزواج القاطنين مع بعضهم البعض 35.5% من أصل المجموع الكلي للأسر، ونسبة 16.8% من الأسر كان لديها معيلات من الإناث دون وجود شريك، بينما كانت نسبة 5% من الأسر لديها معيلون من الذكور دون وجود شريكة وكانت نسبة 42.6% من غير العائلات. تألفت نسبة 37% من أصل جميع الأسر من عدة أفراد يعيشون في نفس المنزل ونسبة 16.5% كانت تتألف من شخص يعيش بمفرده يبلغ من العمر 65 عاماً أو أكثر. وبلغ متوسط حجم الأسرة المعيشية 2.19، أما متوسط حجم العائلات فبلغ 2.84.
بلغ العمر الوسطي للسكان 33.6 عاماً. وكانت نسبة 20.6% من القاطنين تحت سن الثامنة عشر، وكانت نسبة 18.8% بين الثامنة عشر والرابعة والعشرين عاماً، ونسبة 21.8% كانت واقعةً في الفئة العمرية ما بين الخامسة والعشرين والرابعة والأربعين عاماً، ونسبة 22.2% كانت ما بين الخامسة والأربعين والرابعة والستين، ونسبة 16.5% كانت ضمن فئة الخامسة والستين عاماً فما فوق. وتوزع التركيب الجنسي للسكان بنسبة 47.2% ذكور و52.8% إناث.

## أعلام
- هاغي وايز
- كليم هاسكينز
- زاك كوكس
- ماكس وايز
- جاي بي. هولمز

## وصلات خارجية
- www.campbellsville.us
- The US50 - Cities and Towns in Kentucky State